# 박수교
박수교(1956년 7월 13일 ~ 서울특별시)는 대한민국에 전 농구 선수이자 현 농구 해설자이다.

## 학력
- 서울청운초등학교
- 인창중학교
- 인창고등학교
- 연세대학교 정치외교학 학사

## 경력
- 1978~1988 실업 현대 농구단 선수
- 1988~1993 실업 현대 농구단 코치
- 1993~1994 실업 현대 농구단 감독
- 1999~2001 부산 기아 엔터프라이즈 감독
- 2001~2002 울산 모비스 오토몬스 감독
- 2002~2003 KBS 농구 해설위원
- 2003~2004 SBS 농구 해설위원
- 2004~2005 인천 전자랜드 블랙슬래머 감독
- 2005~2006 인천 전자랜드 블랙슬래머 단장
- 2010~ SBS 농구 해설위원